# Су-4
Су-4 (ББ-3), «Сухой четвёртый», другое название «Ближний бомбардировщик третий» — опытная модификация самолёта Су-2 со звездообразным двигателем воздушного охлаждения М-90 мощностью 1600 л.с. Планировалась также установка крупнокалиберных пулемётов взамен ШКАС. Кроме того самолёт мог нести до 400 кг бомбовой нагрузки.
В связи с нехваткой дюралюмина на Су-4, в отличие от Су-2, деревянным был не только фюзеляж, но и крыло. Самолёт был способен набрать 6000 м за 10,5 минут, скорость самолёта у земли достигала 450 км/ч.
Так как двигатель М-90 не вышел из опытной стадии, Су-4 не строился серийно в данной модификации. По данным НИИ ВВС КА на 15 апреля 1943 года единственный Су-4 с двигателем М-90 совершил 9 полётов с налётом 4 часа 30 минут. Испытания проводились в Омске. 
Модификация самолёта Су-4 осуществлена на базе другого двигателя: в модифицированную конструкцию от Су-4 устанавливался серийный двигатель М-82. При этом числовой индекс в названии самолёта не изменился, появилось уточнение «Су-2 с мотором М-82».
В апреле 1942 года самолёт прошёл государственные испытания, и его стали производить серийно и он стал выполнять боевые вылеты в ходе Второй мировой войны.
По просьбе фронтовых лётчиков в 1942 году на Су-4 делали вырез в днище фюзеляжа под ногами у стрелка-радиста штурмана для установки пулемёта, прикрывающего заднюю нижнюю полусферу, устанавливали броневую плиту позади кресла штурмана и пулезащитые щитки на пулемёте стрелка-радиста штурмана.

## Тактико-технические характеристики

### Технические характеристики
- Экипаж: 2 человека
- Длина: 10,46 м
- Размах крыла: 14,30 м
- Высота: 3,95 м
- Площадь крыла: 29 м²
- Масса пустого: 3300 кг
- Нормальная взлётная масса: 4900 кг
- Двигатель:  1 × ПД Швецов М-82
  - Мощность: 1250 л. с.

### Лётные характеристики
- Максимальная скорость на большой высоте: 512 км/ч
- Дальность полёта: 605—1000 км
- Практический потолок: 9000 м
- Время набора высоты: 630 м/мин
- Длина разбега: 950 м

### Вооружение
- Стрелково-пушечное вооружение:
  - 2 × 12,7-мм пулемёты БС
  - 2—4 × 7,62-мм пулемёты ШКАС (650 патронов на ствол)
- Неуправляемые снаряды:
  - 8—10 НУРС РС-82 или РС-132
- Бомбовая нагрузка: 400—600 кг бомб